# Solange Mabignath
Solange Mabignath (sinh ngày 23 tháng 3 năm 1958) là một chính trị gia và quản trị viên người Gabon.

## Cuộc sống ban đầu và giáo dục
Mabignath sinh ngày 23 tháng 3 năm 1958 tại Franceville, Georges Mabignath, một giáo viên và sau đó là thị trưởng của quận thứ ba Libreville và Marie-Antoinette Mabignath, một giáo viên. Bà tốt nghiệp ngành Ecole Nationalie.

## Sự nghiệp
Mabignath từng là một nhà ngoại giao trong những năm 1990, bao gồm cả chức vụ phó lãnh sự tại Pháp và UNESCO. Bà là thành viên của Hội đồng Kinh tế và Xã hội và từng là cố vấn cho Palais de la Sejour ở Libreville.
Một thành viên của Đảng Dân chủ Gabon, Mabignath là một ủy viên hội đồng thành phố ở Franceville. Bà gia nhập chính phủ năm 2005 sau cuộc bầu cử lại của Tổng thống Omar Bongo với tư cách là Bộ trưởng Bộ trưởng Bộ Giáo dục phụ trách Giáo dục Tiểu học. Sau khi cải tổ chính phủ năm 2008, bà được bổ nhiệm làm Bộ trưởng Bộ trưởng Bộ Tài chính phụ trách tư nhân hóa. Sau cái chết của Bongo và lễ khánh thành Ali Bongo Ondimba sau đó, bà được bổ nhiệm làm Chủ tịch Cơ quan An toàn và Tạo thuận lợi của Sân bay Quốc tế Libreville Leon Mba.
Mabignah là Chủ tịch của Quỹ Albertine Amissa Bongo Ondimba  và Gabon kinh doanh toàn cầu Gabon.